# Jelszó: Kölök nem dedós
A Jelszó: Kölök nem dedós vagy Rémkölykök (eredeti cím: Codename: Kids Next Door) amerikai televíziós rajzfilmsorozat, amelyet a Cartoon Network Studios, és a Curious Pictures készített. Amerikában az amerikai Cartoon Network vetítette, Magyarországon pedig a közép- és kelet európai Cartoon Network sugározta.

## Cselekmény
A sorozat öt tízéves gyereket mutat be, akik arra esküdtek, hogy a gyermekek jólétéért harcolnak mindenütt a világon – azért, hogy megszabaduljanak az összes zsarnok és kellemetlenkedő, jó kedvük útjában álló felnőttől. A Jelszó: Kölök nem dedós című műsorban, a lelkes – ez idáig ügyetlenkedő – tizennégy évesek csatlakoznak a felnőtt-ellenes erőkhöz. Ezek az elvekkel bíró gyerekek azon jogokért harcolnak, hogy élvezhessék az élet örömeit, például a későn kelést és azt, hogy azt ehessenek, amit akarnak. De az állásfoglalás nem elég. Az ifjú csapat teljesen titkos küldetésekbe kezd a gyerekek oldalán. Céljaik eléréséhez fantasztikus, otthon készített technikai eszközöket használnak, például repülő gépeket, vagy katapultokat.

## Szereplők
Egyeske
Eszes Okis, a vezető, és az 5-ös szektor feje. Munka(-és küldetés)mániás kopasz srác, barátnője a duci Lizzie. Nem tudni, miért kopasz, és miért hord állandóan napszemüveget. Kopaszságára egyszer utaltak a sorozatban, Ötöske szerint: egyszer nem segítettek valakin, és az lett a következménye. Szereti a veszélyes feladatokat és soha nem hátrál meg.
Ketteske
Dagi P. Gagyika, a csapat feltalálója, elektronikai szakértője és pilótája. Amerikai gyerek, aki mindig rossz viccekkel halmozza el társait. Szerelmes Ötöske gonosz nővérébe.
Hármaska
Kuki Sanban (az epizódokban Cuki vagy Kiki), a japán lány üde folt a csapatban. Igazi kislány, plüssállatokkal alszik, naiv, de örök vidám és optimista. Rendkívül szereti a színes majmokat, és talán Négyeskét is.
Négyeske
Wallabee Beatles (a sorozatban nem igazán említik a nevét, néha Odavág Pindúr) srác, jellemzője: előbb üt, aztán gondolkodik. Robbanékony, pöttöm fiú, szeretné elhódítani Egyeske vezetői helyét, de senki sem veszi komolyan. Szerelmes Hármaskába.
Ötöske
Abigail Lincoln, mindig nyugodt, reálisan gondolkodó afroamerikai lány. Megvan a magához való esze, Egyeske után ő vezethetné a csapatot. Egy nővére van, aki a gonosz oldalon áll. Mindig harmadik személyben beszél.

## Rémkölykök – Z.É.R.Ó. hadművelet
A Rémkölykök – Z.É.R.Ó. hadművelet (Operation: Z.E.R.O.) a sorozat első tévéfilmje, amelyet 2006-ban mutattak be az Egyesült Államokban. A filmben a Rémkölykök ősellensége, Apa (Father) összefog a műsor többi gonosztevőjével, hogy felélesszék a rég meghalt gazembert, Nagyapát (Grandfather). Nagyapa gonosz, idős emberekből álló zombi hadserege megszállja a gyerekek városát, így az öt főhősnek és a KND egyesület többi tagjának meg kell állítania az öreg gonosztevőt, a hadseregét és Apát is. Időközben érdekes dolgok is kitudódnak, például, hogy Apa és Nagyapa rokona Egyeskének (Numbuh 1), a csapat kopasz, napszemüveget viselő vezetőjének. Ahogy az is hogy, a sokak által nagyra tartott KND hős Nulláska Egyeske apja, valamint Apa testvére és Nagyapa fia. Mint a sorozat minden epizódjának címe, a ZERO cím is rövidítés, ezúttal a Zero Explanation Reveals Origins szókapcsolatot rejti a betűszó. A filmet 2006. augusztus 11-én mutatta be a Cartoon Network.

## Magyar változat
A magyar változatot a Cartoon Network megbízásából a Mafilm Audio Kft. készítette.
Magyar szöveg: Csörögi István
Hangmérnök: Erdélyi Imre, Gábor Dániel
Rendezőasszisztens és vágó: Majoros Eszter
Gyártásvezető: Sarodi Tamás
Szinkronrendező: Kosztola Tibor
Magyar hangok
- Simonyi Balázs – Egyeske
- Szvetlov Balázs – Ketteske
- Kántor Kitty – Hármaska
- Előd Botond – Négyeske
- Berkes Boglárka – Ötöske
- Agócs Judit – Számítógép
- Bezerédi Zoltán – Fogcsíbész, Verkula Gróf
- Bogdányi Titanilla, Simonyi Piroska – Lizzie
- Forgács Gábor, Kerekes József – Chester

és még sokan mások: Bezerédi Zoltán, Bogdányi Titanilla, Bíró Attila, Breyer Zoltán, Csőre Gábor, Csuha Bori, Dobránszky Zoltán, Faragó András, Forgács Gábor, Gacsal Ádám, Halász Aranka, Harmath Imre, Heisz Krisztián, Kerekes József, Király Attila, Kiss Eszter, Konrád Antal, Kránitz Lajos, Kuthy Patrícia, Moser Károly, Rajkai Zoltán, Sebestyén András, Simonyi Piroska, Szélyes Imre, Szuchy Péter, Talmács Márta, Varga Tamás, Zágoni Zsolt